# 蕭韓家
蕭韓家奴（？—1077年），本传作萧韩家，辽国外戚、将领。国舅之族。 
蕭韓家性情端简，遵循礼法。辽道宗清宁年间，为护卫太保。大康二年（1076年），转任知北院枢密副使。大康三年（1077年），规划西南边天池旧堑，设立堡砦，确定疆界，刻石之后归还，担任汉人行宫都部署。当年秋天，打猎堕马而亡。

## 延伸阅读
[在维基数据编辑]
 《遼史/卷92》，出自脱脱《遼史》